# David Marsais
David Marsais (Rambouillet, 4 d'abril de 1984) és un actor, humorista, guionista i productor francès. Ha format el duo Palmashow amb Grégoire Ludig des del 2002.

## Biografia
Al col·legi Maurice-Ravel de Montfort-l'Amaury, on va conèixer Grégoire Ludig. Després coincidiren al liceu Jean-Monnet a La Queue-les-Yvelines. Va ser acomiadat del Toys “R” Us de Les Clayes-sous-Bois.

## Filmografia

### Cinema
- 2012 : Paris-Manhattan de Sophie Lellouche : client a la festa
- 2013 : 9 Mois ferme d'Albert Dupontel
- 2014 : Babysitting de Philippe Lacheau : Jean
- 2014 : Les Gazelles de Mona Achache : Olivier
- 2014 : Les Francis de Fabrice Begotti : un gendarme
- 2015 : Les Dissociés del col·lectiu Suricate : Tiboul
- 2016 : La Folle Histoire de Max et Léon de Jonathan Barré : Max (també guionista)
- 2017 : Épouse-moi mon pote de Tarek Boudali : Stan
- 2017 : Santa et Cie d'Alain Chabat : l'inspecteur Olivier Le Guennec
- 2020 : C'est la vie de Julien Rambaldi : Guillaume
- 2020 : Mandibules de Quentin Dupieux : Jean-Gab
- 2020 : Josep d'Aurel : Valentin (veu)
- 2020 : Adieu les cons d'Albert Dupontel : el proposat n°2
- 2022 : Les Vedettes de Jonathan Barré : Stéphane Chevalier (també guionista)
- 2022 : Le Visiteur du futur de François Descraques : Picpus
- 2022 : Fumer fait tousser de Quentin Dupieux : Jacques
- 2023 : Bonne Conduite de Jonathan Barré : Comandant Kervella
- 2023 : Second Tour d'Albert Dupontel : El diputat

### Televisió
- 2008 : Remakers (sèrie paròdica) (comediant et guionista) sur Konbini TV
- 2010 : La Folle Histoire du Palmashow (comediant, guionista i productor) a Direct 8
- 2011-2012 : Very Bad Blagues (comediant, guionista i productor) a Direct 8
- 2011 : Le Ciné du Comité par le Comité de la Claque, 300 (comediant) a France 4
- 2012 : Bref (episodis 12 & 32 : Bref, j'ai eu un job ; Bref, je sais pas dire non, Fabien) a Canal+
- 2012 : Scènes de ménages : ce soir, ils reçoivent sur M6
- 2012 : Palmashow, l'émission (comediant, guionista i productor) a D8
- 2013 : Hero Corp : (temporada 3, Fer-Man) sur France 4
- 2014-2016 : La Folle Soirée du Palmashow 1, 2 et 3 a D8/C8
- 2015 : La Folle Histoire des Lois a LCP
- 2019 : Grain de poussière (comediant) a France 2
- 2019 : Ce Soir, c'est Palmashow (comediant, guionista, productor) a TF1
- 2022 : Visitors (sèrie) de Simon Astier : Muller
- 2023 : Ce Soir, c’est Palmashow 2 a TF1
- 2023 : Pamela Rose, la série de Ludovic Colbeau-Justin a Canal+ : Linda
- 2024 : Culte : Stanislas Beaupré

## Doblagte
- 2017 : Moi, moche et méchant 3 : Balthazar Bratt
- 2020 : Josep : Valentin

## Teatre
- 2004 : Ambiance du Palmashow
- 2006 : Trucs du Palmashow
- 2012 : Festival de Montreux
- 2012 : Foresti Party

## Música (paròdia)
- 2009 : Le rap des prénoms de Palmashow amb Grégoire Ludig
- 2009 : Duo "Greenpeace" de Palmashow amb Grégoire Ludig, parodie du groupe Tryo
- 2010 : Love Notice du Palmashow amb Grégoire Ludig
- 2010 : Sortez vous les doigts du cul du Palmashow amb Grégoire Ludig et des gens du web
- 2013 Quand c'est dimanche du Palmashow amb Grégoire Ludig
- 2014 : Les monos de skis du Palmashow amb Grégoire Ludig
- 2014 : A l'unisson du Palmashow amb Grégoire Ludig, parodie de Collective mon Amour du groupe Elephant
- 2014 : Ça m'vénère de Palmashow amb Grégoire Ludig, parodie de J'me tire de Maître Gims
- 2014 : Gaspard et Baltazard de Palmashow amb Grégoire Ludig
- 2015 : The Bobo's Quinoa de Palmashow amb Grégoire Ludig
- 2015 : Le prince des neiges "Liberté" de Palmashow amb Grégoire Ludig
- 2015 : Under Seventeen de Palmashow amb Grégoire Ludig
- 2016 : Danza Saisonniers de Palmashow amb Grégoire Ludig
- 2016 : Nos Racines de Palmashow amb Grégoire Ludig
- 2016 : Trop Tôt d’Alezbreizh du Palmashow amb Grégoire Ludig
- 2016 : PLM "Rappeurs sensibles" du Palmashow amb Grégoire Ludig
- 2017 : Les Pères "Confesse toi" du Palmashow amb Grégoire Ludig
- 2019 : Papas modernes du Palmashow amb Grégoire Ludig
- 2019 : Laristo ft Lady Djadja Trop de nanana de Palmashow amb Grégoire Ludig
- 2019 : HitClip Zadiste & Voltaire Babylone du Palmashow amb Grégoire Ludig, paròdia de Outta Road de Naâman
- 2022 : Gérard Pourlier : Tout autour de nous, issu du sketch Les tubes de la Belle Époque de Mister V
- 2023 : Juliette Armaniac : Chanter dans le micro
- 2023 : Trois Cafés sans Filtre : Nostalgiques amb Laura Felpin
- 2023 : SZH & NAPZ : En Avance

## Premis
- 2020 : Premi al millor actor (amb Grégoire Ludig) al LIII Festival Internacional de Cinema Fantàstic de Catalunya per Mandibules